# Mario Adorf
Mario Adorf (n. 8 septembrie 1930, Zürich, cantonul Zürich, Elveția) este un actor german.

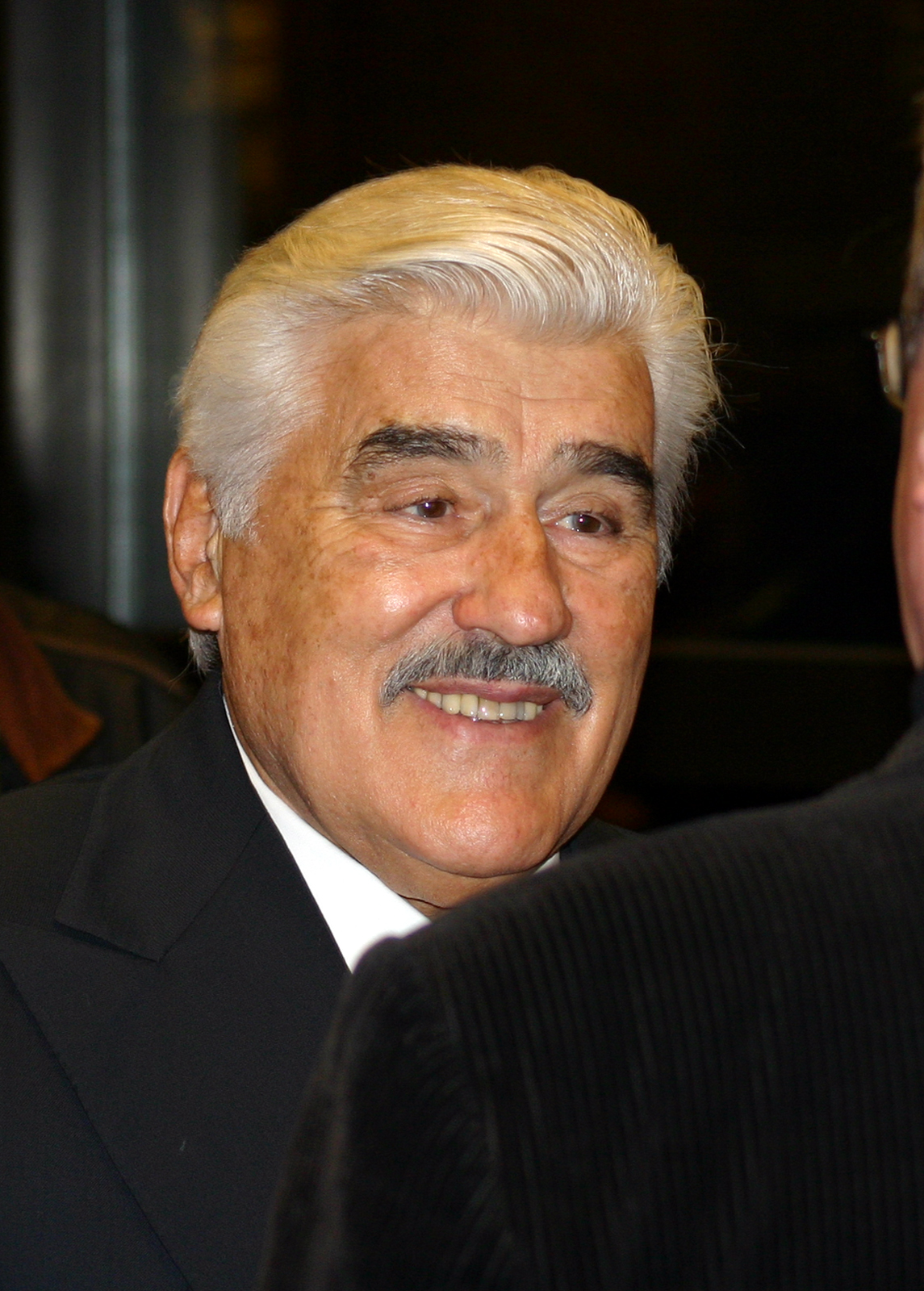
Mario Adorf în octombrie 2005

Distins cu numeroase premii, el este unul dintre cei mai importanți actori de limbă germană și de limbă italiană. Printre rolurile sale celebre sunt Alfred Matzerath din Toba de tinichea (1979) și Salvatore Frolo - Acceduzzu din miniseria italiană de televiziune Caracatița 4 (1989).

## Biografie
Adorf s-a născut la Zürich, ca fiu ilegitim al unui chirurg italian (căsătorit) și al unei infirmiere germane. Debutul său cinematografic a avut loc în anul 1954 în filmul 08/15, în care a interpretat rolul unui soldat german. Adorf a devenit celebru în Europa, în special în Germania, și a jucat în mai multe coproducții internaționale, printre care Major Dundee, Ten Little Indians și Smilla's Sense of Snow. De asemenea, a jucat un rol secundar în adaptarea de către BBC a romanului Smiley's People, de John le Carré. În plus, a jucat și în numeroase filme italiene.
În 1963 s-a căsătorit cu actrița Lis Verhoeven. Înainte de a divorța, cei doi au avut o fiică, Stella Adorf, care și ea s-a dedicat actoriei. În 1985, Adorf s-a căsătorit cu Monique Faye.

## Filmografie selectivă
- 1957 La ragazza della salina
- 1958 Rosemarie (Das Mädchen Rosemarie), regia Rolf Thiele
- 1960 Jucătorul de șah (Schachnovelle), regia Gerd Oswald
- 1961 Cine ești dumneata, domnule Sorge? (Qui êtes-vous, Monsieur Sorge?), regia Yves Ciampi
- 1963 Moral 63
- 1964 Căutătorii de aur din Arkansas (Die Goldsucher von Arkansas)
- 1964 Ultima cavalcadă spre Santa Cruz (Der Letzte Ritt nach Santa Cruz), regia Rolf Olsen
- 1965 Estambul 65
- 1965 Zece negri mititei (Ten Little Indians), regia George Pollock
- 1965 O cunoșteam bine (Io la conoscevo bene), regia Antonio Pietrangeli
- 1965 The Dirty Game (de: Spione unter sich, fr: Guerre secrète), regia Christian-Jaque, Werner Klingler, Carlo Lizzani și Terence Young
- 1966 Operațiunea San Gennaro (Operazione San Gennaro), regia Dino Risi
- 1967 Questi fantasmi
- 1969 Cortul roșu (Krasnaya palatka), regia Mihail Kalatozov
- 1969 Specialiștii (Gli specialisti), regia Sergio Corbucci
- 1972 La mala ordina
- 1972 Milano calibro 9
- 1972 König, Dame, Bube
- 1975 Onoarea pierdută a Katharinei Blum (Die verlorene Ehre der Katharina Blum), regia Volker Schlöndorff, Margarethe von Trotta
- 1977 Mi-e teamă, (Io ho paura) regia Damiano Damiani
- 1978 Mitul Fedorei (Fedora), regia Billy Wilder
- 1979 Toba de tinichea
- 1981 Lola
- 1982 Smiley's People (TV)
- 1989 Caracatița 4 (miniserie TV)
- 1989 Francesco   - Cardinal Ugolino
- 1994 Felidae
- 2002 Epsteins Nacht
- 2005 Es ist ein Elch entsprungen
- 2007 Der Tag wird kommen
- 2007 Karol Wojtyła – Geheimnisse eines Papstes (docudrama)
- 2008 Die Rote Zora

## Premii
- Premiul Adolf-Grimme (1994)
- Premiul Bambi (2006)
- Premiul de onoare (2003) la Festivalul Filmului din Mecklenburg-Vorpommern

## Legături externe
- Mario Adorf la Internet Movie Database